# Tanjung Leuser
Tanjung Leuser is een bestuurslaag in het regentschap Aceh Tenggara van de provincie Atjeh, Indonesië. Tanjung Leuser telt 413 inwoners (volkstelling 2010).